# 念力

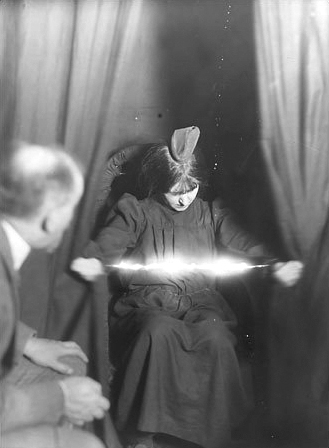
拍摄于1912年，当中的伊娃卡里耶尔双手之间出现了闪光。

念力，也被翻译为意念（psychokinesis，telekinesis），指通过人大脑的某种特殊意识去影响客观事物的运动规律，無法用任何已知的物理能量来解释。通常的念力能办到折弯铁匙、隔空移物，或影响随机数生成器输出的結果等。这种念力通常被认为是通过意念所创造的能量场所办到的。科幻作品星球大战中绝地武士所追求的原力的就是一种念力。从念力的理论上来说，念力甚至能影响原子的衰变等复杂运动。
对于念力这项研究的现象，被归类於超心理学（Parapsychology）的范畴内。一些超自然研究人员认为，念力的存在值得进一步研究。如运用念力控制随机数生成指出了实验的可行性。
然而，没有令人信服的科学证据表明念力存在。2006年对于380个研究的一个後設分析发现了一个“非常小”效应，它可以解释为发表性偏倚。念力试验历来被批评为缺乏适当的控制和重复操作性。怀疑论者和许多科学家已经提出，念力存在的假象，是受发表者个人的偏倚、欺骗、操纵统计数据、没进行重复实验验证所致。

## 术语

### 早期历史

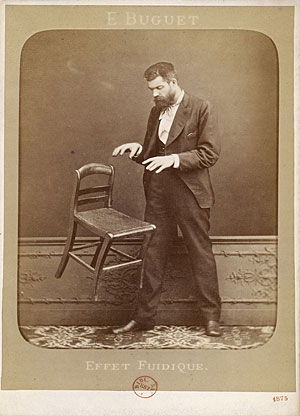
爱德华·伊西多·巴杰特（1840-1901）在精神摄影上虚报的念力 ，这张1875年的法国冒牌念力照片名为射流效应。

术语“心灵传动（Telekinesis）”是在1890年由俄罗斯心理研究员亚历山大·N·阿克萨科夫杜撰的。术语“念力（Psychokinesis）”是在1914年由美国作者亨利霍尔特在他的关于宇宙关系的一本书中创造的。他的观点被他的朋友，美国超心理学家巴顿通过实验验证接受了。巴顿1934年莱茵河的实验尝试确定一个人是否能通过意念影响下落骰子的结果。这两个概念的提出已描述了其他理论，如“远程影响（remote/distant influencing）”、“远程心灵响应（remote/distant mental influence）”、“导向心灵暗示（directed conscious intention）”、“不规则干扰（anomalous perturbation）” 和“物质意识（mind over matter）”。“心灵传动”最初是为被认为是幽灵、死灵、淘气的灵魂、天使、恶魔或其他超自然的力量所引起的物体腾空移动所杜撰的。后来投机活动增加，人们能够制造有目击证人的超自然现象现象作为欺诈媒介，如在一个黑暗的会议室里。念力此后被添加到词典里。最后，念力成了超心理学讨论的首选。像电影、电视、文学等通俗文化多年来一直出现心灵传动来形容超自然运动的物体，像心灵感应（ telepathy）、瞬间移动（teleportation）等。但是都没有任何证据可以证实。

## 念力玩具
一款名叫Mind Flex的玩具配備一個大腦掃描耳機，於2009年秋在美國上市，售價80美元，玩家毋須使用雙手，只需單靠思考控制小球移動過關。玩家只要聚精會神，耳機就會量度腦電波並將之轉成能量，啟動小風扇，使小球浮起，穿過一個個圈子；但若你一旦放鬆下來，小球就會跌落。
上海科技馆就有这么一个念力玩具。
念力電子遊戲主要採用精神科常用的「腦電波記錄」技術，透過駁在頭皮上的電極，量度大腦產生的腦電波。
醫院用的「腦電波記錄」儀器，通常有逾100個感應電極，駁上頭皮時會搽上一種導電膏協助導電，儀器約售數萬美元。

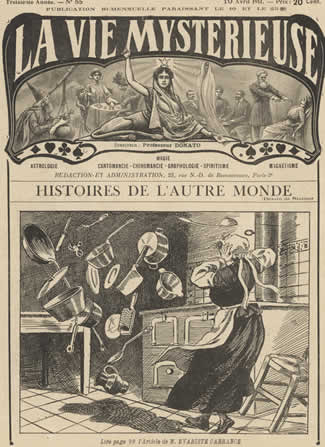
1911年被法国杂志人生的神秘精选上封面的自发的念力案例。

## 宗教、神话和流行文化中的念力
小说、电影与电视剧
- 在美國作家史蒂芬·金的作品《魔女嘉莉》中，主角嘉莉·懷特（英语：Carrie White）是一位擁有念力基因的少女。
- 美國電影《超能失控》中，三位青少年有念力控制能力。
- Netflix原创
  - 美国科幻剧集《怪奇物语》的女主角之一11号Eleven（英语：Eleven (Stranger Things)）（米莉·芭比·布朗饰）
  - 韩国科幻电影《念力》(：／ Yeom-lyeok)的男主角之一申爸爸（柳承龙饰）
- 在日本作家贵志祐介的作品《来自新世界》和《新世界零年》。